# Bandera de Campredó
La bandera oficial de Campredó té la descripció següent:
Bandera apaïsada, de proporcions dos d'alt per tres d'ample (2x3), blanca, amb tres faixes, vermella la superior, verd clar la central i blau fosc la inferior, cadascuna de gruix 1/6 de l'alçària del drap, posades, la primera a 5/36 de la vora superior, la segona equidistant de les vores superior i inferior, i la tercera a 5/36 de la vora inferior; i amb un pal blanc, d'amplària 2/9 de la llargària del drap, a la vora del vol.
Va ser aprovada el 22 de setembre de 2020 i publicada en el DOGC el 30 de setembre del mateix any amb el número 8.237.